# Jeu d'arcade
Pour les articles homonymes, voir Arcade.
Ne doit pas être confondu avec Jeu vidéo d'arcade.

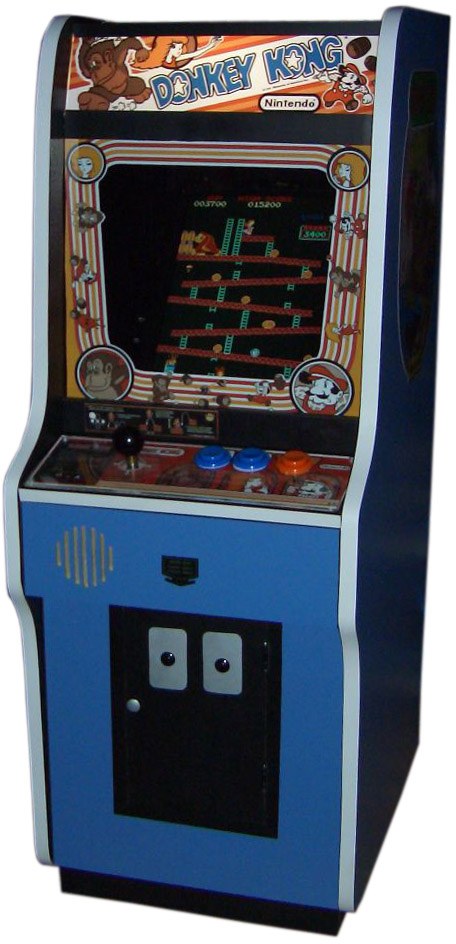
Une borne d'arcade Donkey Kong.

Un jeu d'arcade est une machine de divertissement le plus souvent munie d'un monnayeur, qui peut être mise à disposition du public au sein de divers établissements, tels les salles d’arcade, salles de jeux, bars, restaurants, cinémas, centres commerciaux, parc d’attractions ou encore des centres de divertissement. L'origine du nom provient des lieux publics où des jeux — d'abord mécaniques, puis électroniques et enfin vidéo — étaient souvent installés sous les arcades afin de rentabiliser l'espace. Par extension dans le monde anglophone, une arcade désigne le lieu public en entier, qu'il comporte ou non des arcades.
Il existe différents types de jeux d'arcade, les principaux sont les jeux vidéo d'arcade, les flippers, les machines attrape-peluche et les jeux de rachats. Il existe différent types de jeux de rachat comme les Skee ball, les jeux de jetons comme les machines pousse jetons, les jeux de la taupe, les pachinko. Techniquement, ces jeux peuvent être de simples systèmes mécaniques, ou être dotés de matériel plus perfectionné incluant de l'électrique, de l'électromécanique ou de l'électronique.
Avec l'apparition du jeu vidéo, le terme « jeu d'arcade » désigne essentiellement une borne d'arcade contenant un jeu vidéo d'arcade, un type de jeu vidéo commun dans les années 1980 et 1990, dont l'usage a néanmoins progressivement diminué.

## Historique

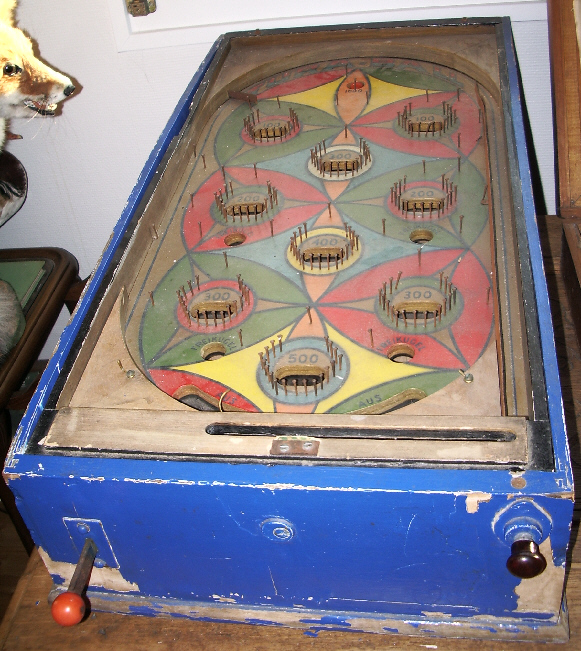
Caisse d'un flipper de 1948.

En 1909, le premier skee ball est inventé par J.D. Estes à Philadelphie et le premier skee ball Alley avec une longueur définie de 64 pieds (version avec une rampe placée devant permettant de ramener la balle) est vendu aux parcs d'attraction, mais la longueur est réduite en 1928 à 14 pieds.
Les premiers jeux d'arcade populaires ont été fabriqués en tout premier lieu pour les midway (en) des parcs d'attraction. En l'occurrence, furent créés des jeux de tir en galerie, des jeux de lancer de ballon, et les premières machines fonctionnant avec des pièces de monnaie, comme celles qui prétendaient dire l'avenir aux gens, ou celles qui jouaient de la musique mécanique. Les midway des vieux parcs d'attraction des années 1920 (comme Coney Island à New York) ont inspiré et orienté l'ambiance des jeux d'arcade à venir.
En 1931, Baffle Ball (en), la première machine d'arcade dotée d'un monnayeur voit le jour à Chicago, c'est un flipper créé par David Gottlieb, fondateur de D. Gottlieb & Co.. À cette époque, les flippers, également catégorisés dans les jeux de chance, sont considérés comme des jeux d'argent et sont interdits dans la plupart des états américains comme notamment dans la ville de New York.
Dans les années 1930, le premier flipper fonctionnant avec des pièces de monnaie est fabriqué puis commercialisé. Les flippers de l'époque étaient très différents de leurs cousins électroniques plus récents, dans la mesure où ils étaient fabriqués en bois, ne possédaient pas de bumpers ou de cibles bonus clignotantes sur les tables, et utilisaient des systèmes de comptage mécaniques au lieu de puces électroniques. Vers 1977, l'essentiel de la production des flippers est passée à l'utilisation de matériel et de pièces électroniques, à la fois pour améliorer le fonctionnement général et pour gérer le score.